# Kapitolina Serjogina
Kapitolina Serjogina (Russisch: Капитолина Серёгина, Pavlovsk, 17 januari 1942), ook bekend onder de achternamen Seryogina, Seregina, Tkalia en Panova, is een schaatsster uit de Sovjet-Unie. Ze vertegenwoordigde haar vaderland op de Olympische Winterspelen 1972 in Sapporo.

## Resultaten

### Olympische Spelen
| Jaar | Plaats  | Resultaten                  |
| ---- | ------- | --------------------------- |
| 1972 | Sapporo | 9e 1500 meter 6e 3000 meter |

### Wereldkampioenschappen
| Jaar | Plaats     | Resultaten  |
| ---- | ---------- | ----------- |
| 1971 | Helsinki   | 8e Allround |
| 1972 | Heerenveen | 8e Allround |

### Europese kampioenschappen
| Jaar | Plaats    | Resultaten  |
| ---- | --------- | ----------- |
| 1971 | Leningrad | Allround    |
| 1972 | Inzell    | 7e Allround |

### USSR kampioenschappen
| Jaar | Allround | Sprint |
| ---- | -------- | ------ |
| 1963 | DNF      |        |
| 1964 | DNF      |        |
| 1966 | 7e       |        |
| 1970 | 7e       | 20e    |
| 1971 | Brons    |        |
| 1972 | 4e       |        |
| 1974 | 12e      |        |
| 1975 | DNF      |        |

## Persoonlijke records
| Afstand    | Tijd    | Datum           | Baan   |
| ---------- | ------- | --------------- | ------ |
| 0500 meter | 1.45,27 | 24 januari 1970 | Medeo  |
| 1000 meter | 1.30,83 | 15 januari 1972 | Inzell |
| 1500 meter | 2.17,83 | 15 januari 1972 | Inzell |
| 3000 meter | 4.50,34 | 11 januari 1975 | Medeo  |